# Metaviridae
Metaviridae és una família de virus del tipus d'ARN monocatenari.

## Gèneres
- Gènere Metavirus; espècie tipus: Saccharomyces cerevisiae Ty3 virus
- Gènere Errantivirus; espècie tipus: Drosophila melanogaster gypsy virus
- Gènere Semotivirus , espècie tipus: Ascaris lumbricoides Tas virus